# Elaeocarpus ferrugineus
Elaeocarpus ferrugineus é uma espécie de angiospérmica da família Elaeocarpaceae. A espécie apenas pode ser encontrada na Malásia. Ela está ameaçada por perda de habitat.